# تیدال
تایدال (انگلیسی: Tidal) رسانه جاری موسیقی و پادکست مبتنی بر اینترنت است. این سرویس در سال ۲۰۱۴ در نروژ توسط کمپانی آسپیرو پایه‌گذاری شد.